# Dila Hanım
Dila Hanım (en español: Señora Dila) es una serie de televisión turca de 2012 producida por Gold Film. Es una adaptación de la novela homónima del escritor turco Necati Cumalı.
Los primeros 37 episodios se emitieron en Star TV, posteriormente se comenzó a emitir la serie por Show TV a partir del episodio 38.

## Trama
Las familias Barazoğlu y Selamoğlu entran en un peligroso conflicto debido a la compra de tierras muy valiosas. La tensión entre ellos aumenta y termina con la trágica muerte de İhsan Barazoğlu. Dila, la esposa de İhsan, jura vengar su muerte. Como si fuera el destino, un día ella conoce a Rıza Selamoğlu, sin embargo, desconoce que es el hombre que asesinó a su esposo.

## Reparto
- Erkan Petekkaya como Rıza Selamoğlu.
- Hatice Şendil como Dila Barazoğlu.
- Engin Şenkan como Seyit Barazoğlu.
- Hülya Darcan como Melike Selamoğlu.
- Necip Memili como Azer Barazoğlu.
- Ali Düşenkalkar como Kahya Canip.
- Yonca Cevher como Sultan Barazoğlu.
- Oktay Gürsoy como Metin.
- Özlem Tokaslan como Hayriye.
- Yeşim Gül como Eren.
- Hüseyin Soyaslan como Haydar.
- Ayfer Dönmez como Fatma.
- Asuman Bora como Gurbet.
- Ece Özdikici como Hülya.
- M. Sitare Akbaş como Yasemin.
- Güzin Alkan como Mürüvvet.
- Can Nergis como İhsan Barazoğlu.
- Özgül Sağdıç como Elvan.
- Didem Balçın como Arzu / Açelya.
- Koray Şahinbaş como Raşit.
- Bengi Öztürk como Canan.
- Mahir Günşiray como Selçuk.
- Ozan Çobanoğlu como Serdar.
- Billur Duru como Melis.

## Temporadas
| Temporada | Temporada | Episodios | Rango de episodios | Emisión original         | Emisión original    |
| Temporada | Temporada | Episodios | Rango de episodios | Inicio                   | Final               |
| --------- | --------- | --------- | ------------------ | ------------------------ | ------------------- |
|           | 1         | 35        | 1 - 35             | 14 de septiembre de 2012 | 14 de junio de 2013 |
|           | 2         | 27        | 36 - 62            | 20 de septiembre de 2013 | 25 de abril de 2014 |

## Premios y nominaciones

### Ayaklı Gazete TV Ödülleri
| Año  | Premio                    | Categoría   | Resultado |
| ---- | ------------------------- | ----------- | --------- |
| 2013 | Ayaklı Gazete TV Ödülleri | Mejor Serie | Ganadores |

## Emisión internacional
| País            | Cadena       | Fecha de Estreno        | Título            |
| --------------- | ------------ | ----------------------- | ----------------- |
| Kazajistán      | Kanal 31     | 1 de julio de 2013      | Дила              |
| Irán            | GEM TV       | 5 de septiembre de 2013 | دیلا خانم         |
| Georgia         | Rustavi 2    | 2014                    | დილა ქალბატონი    |
| Croacia         | NOVA TV      | 1 de enero de 2014      | Dila              |
| Kosovo          | Kohavision   | Septiembre de 2014      | Dila              |
| Bulgaria        | Diema Family | 17 de noviembre de 2014 | Дила              |
| Serbia          | RTV Pink     | 23 de febrero de 2015   | Dila              |
| Ucrania         | 1+1          | 5 de mayo de 2015       | Моя кохана Діла   |
| Rumania         | Kanal D      | 20 de abril de 2015     | Dila              |
| Eslovaquia      | TV Doma      | 3 de agosto de 2015     | Dila              |
| República Checa | Barrandov    | 26 de enero de 2016     | Pomsta nebo láska |
| Israel          | Viva Plus    | 2018                    | דילה              |
| Estonia         | Canal 2      | 7 de julio de 2016      | Kaunis Dila       |